# Моја генерација
Моја генерација, позната и под називом Генерација ’42 је рок песма коју је 1974. на Евросонгу у Брајтону извео југословенски и српски музички састав Корни група. Музику и текст за песму написао је Корнелије Ковач, тадашњи фронтмен групе.
Песма је изведена током финалне вечери Евросонга 1974. одражане 6. априла као 7. по реду. Након гласања чланова стручног жирија свих земаља учесница, југословенски представници су освојили тек 6 бодова, што је било довољно за 12. позицију. Оркестром је током извођења песме уживо дириговао маестро Звонимир Скерл.

## Занимљивости
Оригинални рефрен је био "Моја генерација из шездесет осме", који је одмах промењен у "четрдесет друге".